# ظاهر نایب‌زاده
عبدالظاهر نایب‌زاده (زاده ولایت بادغیس) از فرماندهان مجاهدین افغان در غرب افغانستان بود.

## زندگی‌نامه
در دوران حکومت اسماعیل خان بر هرات،  نایب زاده فرمانده فرقه (تیپ) شماره هفده این ولایت گردید.
نایب‌زاده که از سوی اسماعیل خان منصوب شده بود، بعدها، به دنبال آنچه حمایت دولت مرکزی در کابل، از مخالفتها با اسماعیل خان خوانده شده، از اسماعیل خان فاصله گرفت.
در پی حادثه‌ای در پارک ملت هرات که خبرگزاری‌ها آن را ترور نام فرجام اسماعیل خان خواندند (دوم حمل یا فروردین سال ۱۳۸۳ خورشیدی) برخی از افراد اسماعیل خان، نسبت به ظاهر نایب‌زاده، به ظنّ دست داشتن در این ترور بدگمان شدند.
عبدالظاهر نایب‌زاده یک سال بعد، در جاده منتهی به مزار شریف در شمال کابل پایتخت کشور، در اثر آنچه تصادف رانندگی خوانده شد، درگذشت.